# ObjecTime Developer
ObjecTime Developer (oder ObjecTime, auch OTD) ist ein CASE-Tool um Echtzeit-Software zu entwickeln.
Das Werkzeug wurde von ObjecTime Limited aus Kanata, Ontario entwickelt und basiert auf Real-Time Object-Oriented Modeling (ROOM). ObjecTime Developer generiert C- oder C++-Code auf Basis der erstellten Modelle. Eine weitere Umsetzung von ROOM gibt es im Open Source Project Eclipse eTrice.
Nachdem die Firma ObjecTime über Rational später in den Besitz von IBM übergegangen ist, wurden die Konzepte im Produkt Rational Rose RealTime weitergeführt, was auf ObjecTime Developer und Rational Rose basiert.